# Rivière Lesueur
Pour les articles homonymes, voir Lesueur.
La rivière Lesueur est un affluent de la rivière Gatineau, coulant au nord du fleuve Saint-Laurent, dans les territoires non organisés du Lac-De La Bidière et de Lac-Oscar, dans la municipalité régionale de comté (MRC) Antoine-Labelle, dans la région administrative de la Laurentides, au Québec, au Canada.
Ce cours d’eau coule entièrement dans une petite vallée en zone forestière. Cette zone est sans villégiature.
La surface de la rivière Lesueur est généralement gelée de la mi-décembre jusqu’à la fin mars.

## Géographie
La rivière Lesueur prend sa source à l’embouchure du lac Fer à Cheval (longueur : 2,7 km ; altitude : 379 m), dans le territoire non organisé du Lac-De La Bidière. Ce lac est alimenté par la décharge (venant du nord) du lac Clair lequel comporte deux émissaires dont le second se déverse vers le nord-est dans le ruisseau de la Sauterelle, soit un affluent de la rivière Bazin.
À partir de l’embouchure du lac Girène, la rivière Lesueur coule sur 37,1 km, selon les segments suivants :
- 4,4 km vers le sud-ouest en traversant le lac Dumain (longueur : 1,6 km ; altitude : 371 m), jusqu’à son embouchure ;
- 2,1 km vers le sud-ouest en traversant le lac de la Vache (longueur : 1,3 km ; altitude : 368 m) sur sa pleine longueur, jusqu’à son embouchure ;
- 4,3 km vers le sud-ouest en traversant le lac Orphan (longueur : 2,8 km ; altitude : 371 m) sur sa pleine longueur, jusqu’à son embouchure ;
- 9,6 km vers le sud-ouest en traversant le lac Lesueur (altitude : 368 m) sur sa pleine longueur, jusqu’à son embouchure ;
- 11,3 km vers le sud-ouest, en traversant deux lacs constitués par l’élargissement de la rivière, soit le lac La Saussay (longueur : 4,8 km ; altitude : 363 m) et le lac Ouzel (longueur : 1,6 km ; altitude : 355 m), jusqu’à la confluence de la rivière Duplessis (venant de l’est) ;
- 1,3 km vers le sud-ouest, jusqu’à la rive nord du lac Menneval ;
- 0,7 km vers l'ouest en traversant la partie nord du lac Menneval (longueur : 3,1 km ; altitude : 290 m), jusqu’à son embouchure située au nord-ouest ;
- 3,4 km vers l'ouest dans une vallée encaissée, jusqu’à la confluence de la rivière[2].

La rivière Lesueur se déverse sur la rive est de la rivière Gatineau laquelle se déverse à son tour dans la rivière des Outaouais. Cette confluence de la rivière Lesueur est située à :
- 0,9 km en amont des Rapides Pike de la rivière Gatineau ;
- 86 km au nord-est du centre du village de Mont-Laurier ;
- 83 km à l'ouest du centre du village de Manawan ;
- 133 km au nord-est du centre-ville de Maniwaki.

## Toponymie
Le toponyme Rivière Lesueur a été officialisé le 5 décembre 1968 à la Commission de toponymie du Québec.